# Гертнер, Карл Фридрих фон
Карл Фридрих фон Гертнер (нем. Karl Friedrich von Gärtner; 1 мая 1772, Гёппинген — 1 сентября 1850, Кальв) — немецкий ботаник и врач.

## Имя
В различных источниках встречаются разные формы записи имени Гертнера:
- нем. Carl Friedrich von Gärtner[1],
- нем. Carl Friedrich von Gaertner[3],
- нем. Karl Friedrich von Gaertner[3].

## Биография
Карл Фридрих фон Гертнер родился 1 мая 1772 года в семье врача и ботаника Йозефа Гертнера. С 1794 года в Йенском университете имени Фридриха Шиллера начал свои исследования по физиологии мочи. Проводил физиологические и химические исследования, которые касались, в частности, химических компонентов костей у человека и животных в соответствии с разнообразием возраста и диеты. Карл Фридрих фон Гертнер умер 1 сентября 1850 года.

## Научная деятельность
Карл Фридрих фон Гертнер специализировался на семенных растениях.
В 1805—07 годах издал последний (третий) том трактата De Fructibus et Seminibus Plantarum, начатого его отцом. Том известен под названием «Supplementum Carpologicae», для ссылки на него используют сокращение Suppl. Carp..

## Научные работы
- Supplementum carpologicae, seu continuati operis Josephi Gaertner de fructibus et seminibus plantarum voluminis tertii…. Leipzig 1805—1807.
- Beiträge zur Kenntnis der Befruchtung Teil 1. Stuttgart 1844.
- Versuche und Beobachtungen über die Bastarderzeugung im Pflanzenreiche. Stuttgart 1849.